# シモン・デリ
シモン・デシア・シルヴァヌ・デリ（Simon Désiré Sylvanus Deli、1991年10月27日 - ）は、コートジボワール・アビジャン出身のサッカー選手。アダナ・デミルスポル所属。ポジションはディフェンダー。コートジボワール代表。

## クラブ経歴

### スパルタ・プラハとレンタル移籍
2012年、チェコ1部リーグのACスパルタ・プラハと契約したが、公式選手出場は叶わなかった。2013-14シーズン、出場機会を得るためSKディナモ・チェスケー・ブジェヨヴィツェにレンタル移籍をした。

### スラヴィア・プラハ
2015年1月、スパルタ・プラハのライバル、SKスラヴィア・プラハに加入した。加入後3シーズンのリーグ戦74試合の内66試合に出場するなど、レギュラーに定着し、2016-17シーズンにはリーグ優勝を果たした。2017年6月、クラブとの契約を2020年6月末まで延長した。

### クルブ・ブルッヘ
2019年7月10日、3年契約でクラブ・ブルッヘに移籍した。
2021年2月1日、古巣スラヴィア・プラハへ2020-21シーズン終了までに契約でレンタル移籍をした。

### アダナ・デミルスポル
2021年8月、アダナ・デミルスポルに3年契約で移籍した。

## 代表経歴
2015年にコートジボワール代表デビューを果たした。